# 앤 토드
앤 토드(Ann Todd, 1909년 12월 4일 ~ 1993년 5월 6일)는 잉글랜드의 배우, 프로듀서이다.

## 출연 작품
- 휴먼 팩터 (1979)
- 공포의 맛 (1961)
- 타임 위드아웃 피티 (1957)
- 소리의 장벽 (1952)
- 매들린 (1950)
- 정열적인 친구들 (1949)
- 데이브레이크 (1948)
- 패러딘 부인의 재판 (1947)
- 처녀의 애정 (1946)
- 결혼 휴가 (1945)
- 다가올 세상 (1936)